# 크리스토프 하람사
크리스토프 올라프 하람사(폴란드어: Krzysztof Olaf Charamsa, 1972년 8월 5일 ~ )는 폴란드의 신부이자 신학자이다. 2015년 10월, 커밍아웃을 한 것으로 알려져 있다.